# 언제나 푸른마음

《언제나 푸른마음》은 대한민국의 EBS에서 1994년 3월 5일부터 1996년 2월 24일까지 방영한 주간단막극 어린이 드라마이다.

## 등장 인물
- 유병희 : 병희 역
- 김종필 : 종필 역
- 박지훈 : 지훈 역 (1화 ~ 52화, 98화)
- 손무 : 무 역 (48화, 53화 ~ )
- 길배완 : 배완 역 (1화 ~ 52화, 98화)
- 박미선 : 미선 역 (1화 ~ 52화, 69화)
- 김주희 : 주희 역 (1화 ~ 85화)
- 최희연 : 희연 역 (27화 ~ )
- 김진이 : 진이 역 (53화 ~ )
- 송경화 : 경화 역 (1화 ~ 61화, 79화 ~ )
- 김정민 : 정민 역 (47화 ~ 48화, 53화~ )
- 김혜진 : 혜진 약
- 송윤호 : 윤호 역 (58화, 66화, 79화~ )
- 안현진 : 현진 역
- 박정규 : 정규 역
- 이건호 : 건호 역
- 황성현 : 성현 역 (1화 ~ 82화)
- 길정화
- 정재은 : 병희의 이모 역
- 장용 : 병희의 아버지 역
- 김영란 : 병희의 어머니 역(70화 ~)
- 한혜경 (1화 ~ 69화)
- 양민희 (1화 ~ 46화)
- 유지연 (49화 ~ )
- 이지형 (47화 ~ 48화, 53화 ~ )
- 강남길
- 김주영 (47화 ~ 48화, 53화 ~ )
- 김미성
- 김용선
- 신은경
- 윤철형 : 병희부의 고향후배 역
- 황덕재
- 신귀식
- 고용화
- 김혜옥 : 경화 어머니 역

### 출연자 종영 당시 실제 나이
- 유병희(병희) - '96 고1
- 김종필(종필) - '96 중2
- 박지훈(지훈) - '96 고2
- 손무(무) - '96 중3
- 길배완(배완) - '96 고2
- 박미선(미선) - '96 중3
- 김주희(주희) - '96 중2
- 최희연(희연) - '96 중2
- 김진이(진이) - '96 중2
- 송경화(경화) - '96 중2
- 김정민(정민) - '96 중2
- 김혜진(혜진) - '96 중2
- 송윤호(윤호) - '96 중1
- 안현진(현진) - '96 중2
- 박정규(정규) - '96 중2
- 이건호(건호) - '96 중2
- 황성현(성현) - '96 중2

## 방영 목록
| 회차  | 방송 일자        | 부제                        |
| ----- | ---------------- | --------------------------- |
| 1회   | 1994년 3월 5일   | 건강하게 삽시다             |
| 2회   | 1994년 3월 12일  | 꿩 대신 닭                  |
| 3회   | 1994년 3월 19일  | 롤러스케이트를 탄 거북      |
| 4회   | 1994년 3월 26일  | 나 어떡해                   |
| 5회   | 1994년 4월 2일   | 초록별 특공대               |
| 6회   | 1994년 4월 9일   | 아빠와 아버지               |
| 7회   | 1994년 4월 16일  | 어깨동무 내동무             |
| 8회   | 1994년 4월 23일  | 남아일언 중천금             |
| 9회   | 1994년 4월 30일  | 햇님과 바람                 |
| 10회  | 1994년 5월 7일   | 아버지의 눈물               |
| 11회  | 1994년 5월 14일  | 선생님 우리 선생님          |
| 12회  | 1994년 5월 21일  | 나 너 우리                  |
| 13회  | 1994년 5월 28일  | 자유선언                    |
| 14회  | 1994년 6월 4일   | 사랑의 하모니               |
| 15회  | 1994년 6월 11일  | 강아지 대소동               |
| 16회  | 1994년 6월 18일  | 몰래카메라 대소동           |
| 17회  | 1994년 6월 25일  | 한울타리                    |
| 18회  | 1994년 7월 2일   | 오렌지와 풋고추             |
| 19회  | 1994년 7월 9일   | 빛좋은 개살구               |
| 20회  | 1994년 7월 16일  | 척보면 압니다               |
| 21회  | 1994년 7월 23일  | 열두개의 촛불               |
| 22회  | 1994년 7월 30일  | 내일 또 내일                |
| 23회  | 1994년 8월 6일   | 핑계                        |
| 24회  | 1994년 8월 13일  | 게이꼬의 여름방학           |
| 25회  | 1994년 8월 20일  | 어떻게든 되겠지             |
| 26회  | 1994년 8월 27일  | 선생님은 나만 미워해        |
| 27회  | 1994년 9월 3일   | 스타가 되고싶어             |
| 28회  | 1994년 9월 10일  | 너무너무 이상한날           |
| 29회  | 1994년 9월 17일  | 일과 이분의 일              |
| 30회  | 1994년 9월 24일  | 죄짓고는 못살아             |
| 31회  | 1994년 10월 1일  | 나는 문제없어               |
| 32회  | 1994년 10월 8일  | 질투                        |
| 33회  | 1994년 10월 15일 | 못말리는 친구들             |
| 34회  | 1994년 10월 22일 | 귀신대소동                  |
| 35회  | 1994년 10월 29일 | 자존심                      |
| 36회  | 1994년 11월 5일  | 마마보이                    |
| 37회  | 1994년 11월 12일 | 오늘의 운세                 |
| 38회  | 1994년 11월 19일 | 두개의 목걸이               |
| 39회  | 1994년 11월 26일 | 열두살의 가을               |
| 40회  | 1994년 12월 3일  | 천재와 둔재                 |
| 41회  | 1994년 12월 10일 | 투명인간 대소동             |
| 42회  | 1994년 12월 17일 | 난 멈추지 않는다            |
| 43회  | 1994년 12월 24일 | 어떤 크리스마스             |
| 44회  | 1994년 12월 31일 | 보이지 않는 벽              |
| 45회  | 1995년 1월 7일   | 촌수가 뭐길래               |
| 46회  | 1995년 1월 14일  | 나 어떡해                   |
| 47회  | 1995년 1월 21일  | 겨울여행 I                  |
| 48회  | 1995년 1월 28일  | 겨울여행 II                 |
| 49회  | 1995년 2월 4일   | 드라큐라 대소동             |
| 50회  | 1995년 2월 11일  | 엄마찾아 삼만리             |
| 51회  | 1995년 2월 18일  | 오해                        |
| 52회  | 1995년 2월 25일  | 또 다른 만남을 위해         |
| 53회  | 1995년 3월 4일   | 첫인상                      |
| 54회  | 1995년 3월 11일  | 결심                        |
| 55회  | 1995년 3월 18일  | 봄바람이 산들산들           |
| 56회  | 1995년 3월 25일  | 슬픈영화 주인공처럼         |
| 57회  | 1995년 4월 1일   | 마음의 열쇠                 |
| 58회  | 1995년 4월 8일   | 무모한 대결                 |
| 59회  | 1995년 4월 15일  | 돈과 벌                     |
| 60회  | 1995년 4월 22일  | 또 하나의 사랑              |
| 61회  | 1995년 4월 29일  | 엄마가 우울한 까닭은        |
| 62회  | 1995년 5월 6일   | 우리아빠 화이팅             |
| 63회  | 1995년 5월 13일  | 선생님 그 이름은            |
| 64회  | 1995년 5월 20일  | 무심코한 거짓말이           |
| 65회  | 1995년 5월 27일  | 스타가 된다는 것은          |
| 66회  | 1995년 6월 3일   | 진짜미인                    |
| 67회  | 1995년 6월 10일  | 형제                        |
| 68회  | 1995년 6월 17일  | 넌 할 수 있어               |
| 69회  | 1995년 6월 24일  | 아주 오래된 친구            |
| 70회  | 1995년 7월 1일   | 일등은 괴로워               |
| 71회  | 1995년 7월 8일   | 착각                        |
| 72회  | 1995년 7월 15일  | 선생님의 비밀               |
| 73회  | 1995년 7월 22일  | 보물을 찾아서               |
| 74회  | 1995년 7월 29일  | 세대차이                    |
| 75회  | 1995년 8월 5일   | 어느 여름날의 악몽          |
| 76회  | 1995년 8월 12일  | 잃어버린 전설               |
| 77회  | 1995년 8월 19일  | 도깨비를 찾아서             |
| 78회  | 1995년 8월 26일  | 사랑하는 내 딸아            |
| 79회  | 1995년 9월 2일   | 잠자는 숲속의 공주          |
| 80회  | 1995년 9월 9일   | 어느날 갑자기               |
| 81회  | 1995년 9월 16일  | 어떤 우정                   |
| 82회  | 1995년 9월 23일  | 6학년 1반에서 생긴 일       |
| 83회  | 1995년 9월 30일  | 또 다른 이별                |
| 84회  | 1995년 10월 7일  | 잘못된 타협                 |
| 85회  | 1995년 10월 21일 | 내 소중한 친구에게          |
| 86회  | 1995년 10월 28일 | 십삼년전의 약속             |
| 87회  | 1995년 11월 4일  | 친구만들기                  |
| 88회  | 1995년 11월 11일 | 현상붙은 강아지             |
| 89회  | 1995년 11월 18일 | 아빠는 외출중               |
| 90회  | 1995년 11월 25일 | 지옥에서 보낸 사흘          |
| 91회  | 1995년 12월 2일  | 누구나 한번쯤은             |
| 92회  | 1995년 12월 9일  | 못말리는 할머니             |
| 93회  | 1995년 12월 16일 | 그 이유가 내겐 슬픔이었네   |
| 94회  | 1995년 12월 23일 | 도둑과 산타                 |
| 95회  | 1995년 12월 30일 | 엄마의 빈자리               |
| 96회  | 1996년 1월 6일   | 머피의 법칙                 |
| 97회  | 1996년 1월 13일  | 백마탄 왕자의 최후          |
| 98회  | 1996년 1월 20일  | 두번째 이별                 |
| 99회  | 1996년 1월 27일  | 나도 남자다                 |
| 100회 | 1996년 2월 3일   | 아빠의 예감                 |
| 101회 | 1996년 2월 10일  | 루팡의 눈물                 |
| 102회 | 1996년 2월 17일  | 두친구                      |
| 103회 | 1996년 2월 24일  | 졸업                        |
| 104회 | 1996년 3월 2일   | 언제나 푸른마음 그 뒷이야기 |

## 같이 보기
- 감성세대
- 네 꿈을 펼쳐라
- 언제나 푸른마음 그 뒷 이야기